# إيطاليا في الألعاب البارالمبية الصيفية 2012
شاركت إيطاليا في الألعاب البارالمبية الصيفية لندن 2012, حيث اختتمت الدورة ب 28 ميدالية; 9 ذهبية، 8 فضية و11 برونزية. بهذه النتيجة إحتلت إيطاليا المرتبة ... في الدورة.

## وصلات خارجية
- الموقع الرسمي لندن 2012